# Île Smith (Shetland du Sud)
Pour les articles homonymes, voir Île Smith.

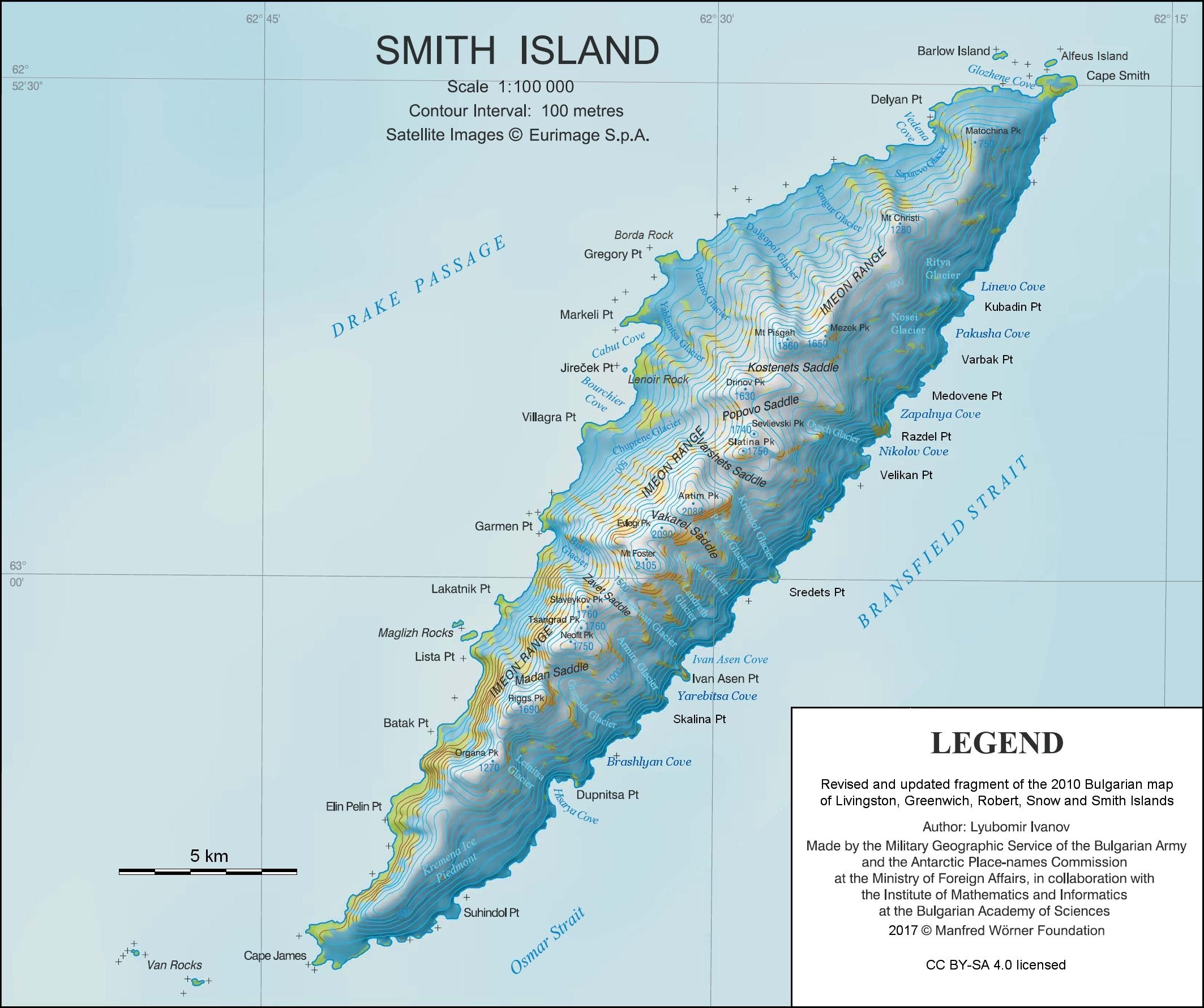
Topographic map of Smith Island.

L'île Smith est une île de l'Antarctique, appartenant aux îles Shetland du Sud.
Située à l'extrémité ouest de l'archipel, elle est à 25 km au nord de l'île Low ou île Baja et à 35 km au sud-ouest de l'île Snow ou île Nevada. L'île de la Déception est distante de 72 km vers l'est, et le continent antarctique à environ 140 km au sud.
Elle mesure 29 km de long et 8 km de large, et a une forme ovale, avec une superficie de 206 km2 et une altitude maximale de 2 105 m. Elle a 83 km de côtes. Son extrémité sud-ouest est le cap James.
Son nom lui a été donné en l'honneur du capitaine anglais William Smith, qui fut le premier à notifier la découverte de l'archipel, en 1819.

## Carte
- L.L. Ivanov, Antarctica: Livingston Island and Greenwich, Robert, Snow and Smith Islands. Scale 1:120000 topographic map. Troyan: Manfred Wörner Foundation, 2009.  (ISBN 978-954-92032-6-4)